# زڭموزن
زڭموزن هي جماعة قروية في إقليم تارودانت بجهة سوس ماسة جنوب المغرب. وهي تضم 8221 نسمة، حسب الإحصاء العام للسكان والسكنى لسنة 2014.

## دواوير الجماعة
٭  دوار ألمسا
٭  دوار تماست 
٭  دوار إفراضن
٭  دوار تليست
٭  دوار توزديين
٭  دوار أوزروت
٭  دوار تسانوار
٭  دوار تيميشت
- دوار إغيل نوغو
- دوار تابيا نيغيل
- دوار تالتنزوخت
- دوار تاوريرت نايت لحسن
- دوار تيراست
- دوار أكني نتلاضة
- دوار أكادير نايت الطالب
- دوار تاسركا
- دوار أماسن
- دوار أماليز
- دوار أنامر
- دوار إزكيغ
- دوار تاكجديت
- دوار أخفامان
- دوار أوراكوت
- دوار أرك
- دوار  إفغران
- دوار تينزرت
- دوار تشاكشت
- دوار تيزكي
- دوار تيفنغيو
- دوار تادرف
- دوار تينليف
- دوار تيزيرت
- دوار تيسخت
- دوار تاحموت
- دوار إميضر
- دوار تالمنتوخت
- دوار تادارت
- دوار أكني

## التعليم
قائمة المؤسسات التعليمية في جماعة زكموزن:
- مجموعة مدارس زكموزن (المركزية: إغيل نوغو / الوحدات: أكادير نايت الطالب - توريرت - إغيل نمشتكل - تلمنتوخت - تلات نتزخت)
- مجموعة مدارس الزرقطوني (المركزية: تدرف / الوحدات: تشاكوشت - إفراضن - تنزرت - افغران)
- مجموعة مدارس إرزي (المركزية: إرزي - الوحدات: تكجديت - أماليز - أرك)
- مجموعة مدارس تزي نتورتيت (المركزية: تزي نتورتيت / الوحدات: تنليف - تمرووت - تزيرت - توزديين)

## الصحة
- المركز الصحي الجماعي أكادير نايت طالب